# Margherita Di Rauso
Margherita Di Rauso (Caserta, 7 maggio 1969) è un'attrice italiana.

## Biografia
Vive a Capua con la mamma, il padre Antimo, e le sorelle Teresa e Giovanna, muove i primi passi in una "cantina teatrale" a Napoli (Theatron); entra con borsa di studio prima all'Accademia d'Arte drammatica della Calabria dove frequenta il primo anno, poi alla Scuola del Piccolo teatro di Milano diretta da Giorgio Strehler, dove si diploma nel 1993.
Inoltre studia musica e canto, cosa che le darà la possibilità in seguito di interpretare ruoli dove è richiesta una voce da mezzosoprano-contralto. Nel 1993 vince il Premio Hystrio alla vocazione. Ha lavorato soprattutto in teatro con registi e attori come Giorgio Strehler, Luca Ronconi, Elio De Capitani, Ferdinando Bruni, Maurizio Nichetti, Michele Placido, Massimo Ranieri, Glauco Mauri, Mariangela Melato, Toni Servillo, Franco Branciaroli, Massimo Popolizio, Ferruccio Soleri, Simona Marchini, portando in scena soprattutto testi di William Shakespeare, Bertolt Brecht, Anton Čechov, Carlo Goldoni ed Eduardo De Filippo. Ha lavorato anche fuori dall’Italia: al Burgtheater di Vienna e in alcuni progetti dell'Unione dei Teatri d'Europa.
È stata Smeraldina nell'Arlecchino servitore di due padroni diretto da Giorgio Strehler, Dorotea in Pericolosamente di Eduardo De Filippo; nel 2002-2003 è tra i protagonisti di Infinities, di J.Barrow diretto da Luca Ronconi con cui nel ruolo di Corifea collabora prende parte alla trilogia Prometeo-Baccanti-Rane al Teatro Greco di Siracusa; Reagan e Goneril nel Re Lear con le regie di Glauco Mauri nella prima e Michele Placido/Francesco Manetti nella seconda e la Regina Margherita nel Riccardo III. È stata finalista come miglior attrice non protagonista al Premio E.T.I. Gli Olimpici del Teatro nel 2009 per il ruolo della vedova Shin ne L'anima buona del Sezuan con Mariangela Melato e al Premio Le Maschere del Teatro Italiano nel 2012 per il ruolo della Signora Peachum ne L'opera da tre soldi con Massimo Ranieri.
Si è anche occupata della produzione di spettacoli di drammaturgia contemporanea che l’hanno vista protagonista: Itagliani! di Antonella Cilento, Louise Bourgeois: falli ragni e ghigliottine di Luca De Bei e Weekend di Annibale Ruccello. Per questo ultimo spettacolo, nel quale interpreta il ruolo della protagonista Ida, è stata finalista come miglior attrice protagonista al Premio Le Maschere del Teatro Italiano 2014.
Nel giugno 2016 ha debuttato al Piccolo Teatro di Milano con un’altra interpretazione di Celia Peachum ne L'opera da tre soldi diretta da Damiano Michieletto. Nel 2020 ha debuttato al Napoli Teatro Festival Italia con Il seme della violenza di Moisés Kaufman, diretta da Ferdinando Bruni e Francesco Frongia. Nel 2021, con Giulia Lazzarini, Andrea Jonasson e Pamela Villoresi partecipa a Strehler 100, nel 100º anniversario della nascita del regista, ospitato dal Festival dei Due Mondi di Spoleto.
Oltre alle produzioni teatrali prende parte dal 2020 a oggi alla serie televisiva Mare Fuori 1,2,3 nel ruolo della Madre di Edoardo per Raiplay-Netflix; alla serie Netflix 2023 La legge di Lidia Poet nel ruolo di Giuditta Ancelli, donna rinchiusa nel manicomio di Torino, quinta puntata. Ha lavorato anche nel cinema in film come Into Paradiso di Paola Randi presentato alla 67ª Mostra internazionale d'arte cinematografica di Venezia nel 2010, To Rome with Love di Woody Allen (2012) e Benedetta follia di Carlo Verdone (2018). 
Prende parte a numerose letture per presentazioni di libri e Festival letterari. Intensa dal 1993 anche la sua attività di speaker per note campagne pubblicitarie nazionali come Mulino Bianco, Perugina etc. etc.; per presentazioni istituzionali e audioguide come La Galleria Bper Banca 2022-23; è una della voci della Rai tv generalista nel 2022.

## Filmografia

### Cinema
- Un mondo d'amore, regia di Aurelio Grimaldi (2002)
- La vida es un carnaval, regia di Samuele Sbrighi (2006)
- Vallanzasca - Gli angeli del male, regia di Michele Placido (2010)
- Into Paradiso, regia di Paola Randi (2010)
- Italiani, regia di Łukasz Barczyk (2011)
- Il mio miglior nemico (Mein bester Feind), regia di Wolfgang Murnberger (2011)
- Napoletans, regia di Luigi Russo (2011)
- To Rome with Love, regia di Woody Allen (2012)
- Benedetta follia, regia di Carlo Verdone (2018)
- La storia del Frank e della Nina, regia di Paola Randi (2024)

### Cortometraggi
- Giulietta della spazzatura, regia di Paola Randi (2003)
- Sandokan Dreamin', regia di Paola Randi (2003)
- Ufo!, regia di Paola Randi (2003)
- La zia, regia di Gigi Roccati (2004)
- 41, regia di Massimo Cappelli (2010)
- La vedova più bella del paese, regia di Mino Capuano (2021)
- Dodici repliche, regia di Gianfranco Gallo (2021)

### Televisione
- Solletico – programma per bambini (1996)
- Il conto Montecristo – miniserie TV (1997)
- Piloti – sitcom (2008)
- Gomorra - La serie – serie TV, 2 episodi (2014)
- L'amore strappato – miniserie TV (2019)
- Mare fuori – serie TV (2020-in corso)
- Filumena Marturano, regia di Francesco Amato – film TV (2022)
- La legge di Lidia Poët – serie TV, episodio 1x05 (2023)
- A casa tutti bene - La serie – serie TV, episodi 2x06-2x07-2x08 (2023)
- Signora Volpe - serie TV, episodio 2x02 (2024)

## Teatro
- Tango barbaro, di Copi, regia di Elio De Capitani e Ferdinando Bruni, Teatro Stabile di Genova (1995)
- Sogno di una notte di mezza estate, di William Shakespeare, regia di Karin Beier, Dusseldorfer Schauspielhaus (1995)
- Arlecchino e gli altri, di Ferruccio Soleri e Luigi Lunari, regia di Ferruccio Soleri (1995)
- Madre Coraggio di Sarajevo, ideata da Giorgio Strehler, regia di Carlo Battistoni (1996)
- Arlecchino servitore di due padroni, di Carlo Goldoni, regia di Giorgio Strehler (1996)
- Pericle, principe di Tiro, di William Shakespeare, regia di Krzysztof Warlikowski (1998)
- La tempesta, di William Shakespeare, regia di Karin Beier, Bühnen der Stadt Köln (1998)
- Re Lear, di William Shakespeare, regia di Glauco Mauri (1999)
- Miseria e nobiltà, di Eduardo Scarpetta, regia di Nanni Garella (2000)
- Omaggio a Eduardo, regia di Corrado d'Elia (2000)
- Questa sera si recita a soggetto, di Luigi Pirandello, regia di Karin Beier, Burgtheater di Vienna (2000)
- Pericolosamente / Amicizia, di Eduardo De Filippo, regia di Andrée Ruth Shammah (2000)
- Rise and Fall of M.G.M. Corporation, testo e regia di Giles Foreman, Alchemical Arts di Londra (2000)
- La festa delle donne, di Aristofane, regia di Tonino Conte, Teatro greco di Siracusa (2001)
- Infinities, di John David Barrow, regia di Luca Ronconi (2002)
- Prometeo incatenato, di Eschilo, regia di Luca Ronconi, Teatro greco di Siracusa (2002)
- Le Baccanti, di Euripide, regia di Luca Ronconi, Teatro greco di Siracusa (2002)
- Le rane, di Aristofane, regia di Luca Ronconi, Teatro greco di Siracusa (2002)
- I luoghi della memoria - Le Fosse Ardeatine, regia di Paolo Castagna (2003)
- Macbeth, di William Shakespeare, regia di Corrado d'Elia (2004)
- Io, l'erede, di Eduardo De Filippo, regia di Andrée Ruth Shammah (2005)
- L'amante, di Harold Pinter, regia di Andrée Ruth Shammah (2006)
- Le sorelle Materassi, da Aldo Palazzeschi, regia di Maurizio Nichetti (2006)
- Il paese dei campanelli, regia di Maurizio Nichetti, Trieste, Festival internazionale dell'operetta (2007)
- Morte accidentale di un anarchico, di Dario Fo, regia di Ferdinando Bruni ed Elio De Capitani (2007)
- Scugnizza, regia di Davide Livermore, Trieste, Festival internazionale dell'operetta (2008)
- L'anima buona del Sezuan, di Bertolt Brecht, regia di Ferdinando Bruni ed Elio De Capitani (2009)
- Lo scarfalietto, di Eduardo Scarpetta, regia di Geppy Gleijeses (2010)
- Giro di vite, di Luca De Bei, da Henry James, regia di Luca De Bei (2010)
- Itagliani, di Antonella Cilento, regia di Eleonora Pippo (2011)
- Variazioni sul Mito. Femminile sotterraneo (Arianna o il labirinto – Palinodia per Elena – Antigone, nozze di morte), da un'idea di Luca De Fusco, regia di Bruno Garofalo, Napoli Teatro Festival Italia (2011)
- L'opera da tre soldi, di Bertolt Brecht e Kurt Weill, regia di Luca De Fusco, Napoli Teatro Festival Italia (2011)
- Re Lear, di William Shakespeare, regia di Michele Placido e Francesco Manetti (2012)
- Louise Bourgeois: falli, ragni e ghigliottine, testo e regia di Luca De Bei (2012)
- Riccardo III, di William Shakespeare, regia di Massimo Ranieri (2013)
- Weekend, di Annibale Ruccello, regia di Luca De Bei (2013)
- David Golder, di Irène Némirovsky, Napoli Teatro Festival Italia (2014)
- L'opera da tre soldi, di Bertolt Brecht e Kurt Weill, regia di Damiano Michieletto (2016)
- Le parole di Rita, di Valeria Patera e Andrea Grignolio, regia di Valeria Patera (2019)
- Il seme della violenza -The Laramie Project, di Moisés Kaufman e Tectonic Theater Project, regia di Ferdinando Bruni e Francesco Frongia, Napoli Teatro Festival Italia (2020)
- Strehler 100 - Parole e musica per Giorgio Strehler, regia di Lluís Pasqual, Teatro romano di Spoleto (2021)
- Belle époque e polvere da sparo, musiche, canzoni e regia di Paolo Coletta, Borgio Verezzi (2021)
- Bazin (il silenzio è d'oro), testo e regia di Giancarlo Sepe (2022)